# Pyrane
| Pyrane         |                               |                               |              |
| Name           | 2H-Pyran                      | 4H-Pyran                      |              |
| Andere Namen   | α-Pyran Oxa-2,4-cyclohexadien | γ-Pyran Oxa-2,5-cyclohexadien |              |
| Strukturformel | 2H-Pyran                      | 4H-Pyran                      |              |
| CAS-Nummer     | 289-66-7                      | 289-65-6                      |              |
| CAS-Nummer     | 31441-32-4 (unspezifiziert)   |                               |              |
| Summenformel   | C5H6O                         | C5H6O                         | C5H6O        |
| Molare Masse   | 82,1 g·mol−1                  | 82,1 g·mol−1                  | 82,1 g·mol−1 |

Pyrane sind zwei chemische Verbindungen mit der Summenformel C5H6O, die zu den sauerstoffhaltigen Heterocyclen zählen. Ihr Ringgerüst wird aus fünf Kohlenstoffatomen sowie einem Sauerstoffatom gebildet und enthält zwei Doppelbindungen. Dadurch ergeben sich zwei Isomere, das 2H-Pyran oder α-Pyran und das 4H-Pyran oder γ-Pyran. Pyrane sind nicht aromatisch, da nicht alle Kohlenstoff-Atome sp2-hybridisiert sind.
γ-Pyran ist ein farbloses Öl mit dem Siedepunkt 80 °C, das in Ethanol, Benzol und Diethylether löslich ist und sich an der Luft schnell braun färbt. Die Synthese geht von Glutardialdehyd aus.
Ähnliche Strukturen bilden einige Kohlenhydrate (Zucker), diese werden als Pyranosen bezeichnet, enthalten jedoch keine Doppelbindungen im Ring. 
Sowohl 2H-Pyran als auch 4H-Pyran kommen in der Natur nicht frei vor, von ihnen leiten sich jedoch viele Naturstoffe wie Pyrone, etwa Cumarin oder farbige Flavone, z. B. Luteolin ab. Auch einige synthetische Farbstoffe und Arzneistoffe sind Pyranderivate.

## Verwandte Verbindungen
- Dihydropyran
- Tetrahydropyran
- Furan